# 里奇蒙 (約克郡) (英國國會選區)
里奇蒙（英語：Richmond），英國國會一郡選區，位於英格蘭約克郡-亨伯北約克郡西北部，包括里奇蒙希爾和漢布爾頓西北部。該選區於2024年裁撤，併入列治文及諾亞倫頓選區。
設於1585年，時為自治市選區，1868年由兩席縮減為一席。1885年起改為郡選區。自1910年以來一直支持保守黨。2010年大選中，自1989年起任當區議員的威廉·海格以62.8%選票連任。2015年起則由黨友里希·蘇納克接任，他於2022-2024年間曾擔任英國首相。